# デジタルビデオ
デジタルビデオ（英: Digital Video）はその名の通り、デジタル方式でビデオ信号を記録するビデオ録画手法。また、デジタル化されたビデオ信号の規格については動画圧縮のコーデックを参照されたい。なお、DV は特定のデジタルビデオ規格名である。
デジタルビデオは磁気テープに記録され、DVD-Video・BD-Videoを代表とする光ディスク媒体で販売されることが多い。ただし、DVDに直接録画するカムコーダや、Digital8のようにデジタルビデオを従来のアナログテープに記録するもの、ハードディスクに記録するカムコーダなどもある。近年では可動部が存在しないメモリーカードを使用したカムコーダも多い。
また2015年現在、日本におけるテレビ放送はすべてデジタル放送となっており、テレビジョン放送局からの送出に用いられる機材や家庭で放送録画を行う（エアチェック）機材もデジタルビデオとなっている。

## 歴史
1983年、ソニーは世界初のデジタルビデオ規格 D1 を発表した。これは非圧縮・標準解像度のコンポーネント映像信号をデジタル形式で記録するものである。非常に高価だったため、D1は主に一部のテレビ放送局で使われた。1988年に開発された D2 規格はコンポジット映像信号を記録するものであり、D1よりも安価に導入可能だったため日本全国のテレビ放送局に普及した。その後、データ圧縮を行う低価格化・小型化したシステム（ソニーのDigital BETACAMなど）が使われるようになり、テレビ放送局が野外で行う撮影にもデジタル化が進展した。2000年に日本で開始されたBSデジタル放送に伴い、BSデジタルにチャンネルを持つこととなったNHKや民放キー局にはHDCAMなどのハイビジョン対応デジタル機材が導入され始めた。2003年から日本でも地上デジタルテレビ放送が開始され2006年には全国に普及、2012年には従来のアナログ放送が停波となったが、これに伴いキー局以外の各テレビ放送局の機材にもハイビジョン対応デジタル化が進展した。
世界初の一般向けデジタルビデオは、1990年ごろに登場したApple ComputerのQuickTimeである。初期のコンテンツ作成ツールはアナログビデオをデジタイズしてコンピュータが読める形式に変換してやる必要があった。当初は非常に低品質だったが、一般向けデジタルビデオの品質は急激に進歩し、まずMPEG-1やMPEG-2といった標準を採用するようになり、次いでDVテープフォーマットが登場して高品質なデジタルデータをそのままテープに記録できるようになった。DVフォーマットはIEEE 1394を用いて簡便かつ無劣化でパーソナルコンピュータへの取り込みとテープへの書き出しが可能であり、これによりノンリニア編集がデスクトップコンピュータで広く行われるようになった。また1999年以降、アナログテレビ放送をMPEG-2にエンコードしてDVDに記録できるDVDレコーダーの販売も始まった。
前述のテレビ放送のデジタル化・ハイビジョン化に伴い、家庭用にもハイビジョン・デジタル放送を録画可能なD-VHSやハードディスク・レコーダー、ハードディスク内蔵DVDレコーダーが発売された。2003年にはデジタルハイビジョン放送をそのまま記録保存可能なBDレコーダーも発売され（ただし2015年現在の規格とは少し異なる）、2006年の製品からは2015年現在と同じ規格となり普及が始まった。またホームムービー用カムコーダでもハイビジョン対応が進行し、当初は磁気テープカセットを用いたHDVであったが、その後HDDやメモリーカードへと移行した。

## 技術概要
デジタルビデオカメラの撮影形式には、インターレースとプログレッシブの2種類の方式がある。インターレース方式のカメラは、たとえば奇数番目の走査線から構成される画像を記録し、次に偶数番目の走査線から構成される画像を記録するという動作を繰り返す。奇数と偶数を一組として「フレーム」と呼び、それぞれを「フィールド」と呼ぶ。つまり、2フィールドで1フレームを構成している。
プログレッシブ方式のデジタルビデオカメラはフレーム単位に個別に記録する。従ってフレームレートが同じであれば、インターレース方式のビデオは2倍のフィールド数を記録することになる。ビデオ画像で被写体の動きがリアルである理由の1つとして、このフィールド数の多さがある。一般に毎秒60枚の画像を記録するため、毎秒24か25枚のプログレッシブフレームを記録するフィルムよりも画像がリアルになる。
プログレッシブ方式のカムコーダ（パナソニック AG-DVX100など）は、フィルムとの類似性によりインターレース方式よりも好ましい性質を持っている。プログレッシブ方式では画像がちらつきにくい。毎秒24フレームでは映画と同様で被写体の素早い動きがぶれて見える。
16mm や 25mm のフィルムは毎秒24か25フレーム（fps）で記録する。ビデオには2種類の標準フレームレートがあり、NTSC は 29.97 fps、PAL は 25 fps で記録する。
デジタルビデオは複製時に画質が劣化しない。デジタル形式で記録されたものを何度複製しても劣化は発生せず、オリジナルと同じ画質を常に保つ。ただし多くのデジタルビデオ規格では非可逆圧縮を用いているため、圧縮後のデジタルデータをそのまま複製するのではなく、機材の制約等によりいったんデータを伸長して別の機材に伝送し再度圧縮を行う手順を用いると、微小な画質の劣化が発生する。また映像編集を行う場合には、当然データを伸長する必要があるので、伸長と再圧縮に伴う微小な画質の劣化がやはり発生する。
デジタルビデオはノンリニア編集が可能であり、パーソナルコンピュータ上でもソフトウェアとハードウェアをそろえれば編集可能である。業務用ではAvidのシステムが最も一般的だが、アップルの Final Cut Pro やアドビの Adobe Premiere といったソフトウェアも人気がある。ノンリニア編集は広く普及しており、最近では映画の編集も全てノンリニア編集で行うことがある。
ソフトウェアの種類によらず、デジタルビデオの編集には広大なディスク空間を必要とする。SDTV解像度のDV/DVCPRO方式のデジタルビデオは一般に1分のビデオに約250メガバイト、1時間のビデオに13ギガバイトの空間を要する。ハイビジョン解像度の編集には、さらに大量のディスク空間が必要である。
35mmフィルムに比較してデジタルビデオはコストを大幅に削減できる。ビデオテープはその場で再生可能で、テープ媒体自体も安価である（2005年12月現在、MiniDVの60分テープは欧米では約3ドル）。一方、フィルムは編集も含めると1分の制作費が1000ドルにもなる。
デジタルビデオは映画製作だけで使われるわけではない。（HDTVを含む）デジタルテレビは2000年代になって先進国で広がり始めている。携帯電話やビデオ会議システムでもデジタルビデオが使われている。また、インターネットでのストリーミングやP2Pムービー配布でもデジタルビデオが使われている。
インターネット上のデジタルビデオやDVDのために数々の動画圧縮法が存在する。デジタルビデオの編集中はそのコーデック以上の圧縮はされないが、そのままでは光ディスクやインターネットで配布するにはファイルサイズが大きすぎる。インターネットでのビデオ配信によく使われるフォーマットとしては、MPEG-4 と Windows Media があり、DVD では MPEG-2 が使われる。これらは高画質なビデオを最小サイズで提供できるが、その反面、伸張のためにCPU能力をかなり要する。
2014年現在、最高解像度のデジタルビデオは33メガピクセル（7680×4320）を 60 fps で再生するもの（スーパーハイビジョン）であるが、未だ試験段階である 。高フレームレートのデジタルビデオ撮影を行うハイスピードカメラも開発されており、1024×1024の解像度で毎秒100万フレームの撮影が可能なものもある。

## インタフェース/ケーブル
無圧縮のデジタルビデオ信号（約400メガビット毎秒）を送るよう設計されたインタフェースを以下に示す:
- シリアルデジタルインタフェース
- HDMI
- Digital Visual Interface（DVI）
- en:Unified Display Interface
- DisplayPort

DV規格やMPEG-2、H.264（MPEG-4 AVC）で圧縮されたデジタルビデオ信号（約5～100メガビット毎秒）の送受信に用いられるインタフェース：
- IEEE 1394 （i.LINK、DV端子）
- ユニバーサル・シリアル・バス （USB）

## 記録形式

### エンコーディング
2014年現在使われている形式を以下に挙げる。いずれもPCM方式に基づいている。
- ITU-R BT.601 - 放送局で使用。
- MPEG-4 - オンラインでの配信やフラッシュメモリへの記録。
- MPEG-2 - DVDやSuper-VCD、Blu-ray Disc（初期の市販ビデオソフト・安価なビデオソフト・家庭でのデジタル放送録画用）、日本の地上デジタル放送・BSデジタル放送で使用。
- MPEG-1 - ビデオCDで使用。
- H.261
- H.263
- H.264 - MPEG-4 Part 10 または AVC とも呼ばれる。Blu-ray Disc（高画質ソフト・家庭でのデジタル放送長時間録画用）、スカパー!プレミアムサービスで使用。
  - AVCHD - H.264を利用した家庭向けカムコーダ用ハイビジョン録画規格で、2015年現在広く普及している。
- H.265 - HEVC
- Theora - 開発中。インターネットでのビデオ配信向け。

### 磁気テープ
- BETACAM-SX、Digital BETACAM - ソニーの業務用ビデオシステムであり、ベータマックスの技術に基づいた業務用アナログ記録方式BETACAMを元にデジタル化している。
  - HDCAM - Digital BETACAMをベースにハイビジョンに拡張した業務用ビデオ規格。
- D1、D2、D3、D5、Digital-S - SMPTE の放送用デジタルビデオ標準。
- DV、MiniDV - 1995年から2005年頃まで、ビデオテープによる家庭用カムコーダで多く採用されていた。
  - HDV - DV規格のカセットテープにMPEG-2形式でハイビジョン映像を記録する。2003年から2008年頃のカムコーダで採用されていた。
- DVCAM、DVCPRO - 放送局で使われている。DVと互換性があり信頼性がDVよりも高められている。DVCPROはDVCPRO HDとしてハイビジョンへの拡張も行われた。
- Digital8 - 8ミリビデオ互換カセットテープにDV形式で記録する。
- MICROMV - 非常に小型のカセットテープでMPEG-2形式で記録する。
- D-VHS - S-VHSと同じ構造のカセットテープにMPEG-2形式で記録する。

### ディスク
- ビデオCD (VCD)
- DVD
- HD DVD
- Blu-ray Disc
- XDCAM - 業務用ハイビジョンデジタルビデオ録画規格。